# Haddon Corner

Lage und ursprüngliche Benennung der Ecken

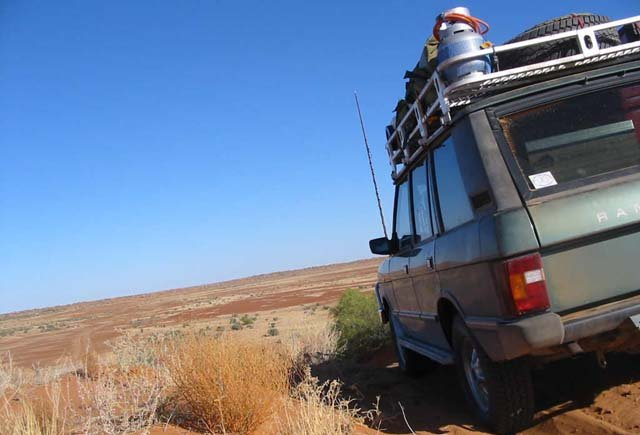
Piste zur Haddon Corner

Die Haddon Corner ist ein Punkt im australischen Outback, der die nordöstliche Ecke des Staates South Australia markiert. Die Grenze zwischen South Australia und Queensland biegt dort von der Nord-Süd-Richtung, entlang des 141. östlichen Längengrades, in die Ost-West-Richtung, entlang des 26. südlichen Breitengrades, ab. Der Punkt liegt im Channel Country.
Die Grenzen wurden erstmals von Augustus Poeppel 1880 vermessen.